# 利镇 (涅夫勒省)
利镇（法語：Lys）是法国涅夫勒省的一个市镇，属于克拉姆西区（Clamecy）塔奈县（Tannay）。该市镇总面积10.67平方公里，2009年时的人口为119人。

## 人口
利镇人口变化图示